# Robson Tavares Mendes
Robson Tavares Mendes (Palmeira dos Índios, 1 de Junho de 1929 — Estrela de Alagoas, 8 de Março de 1967) foi um político brasileiro.
Filho do deputado estadual Humberto Correia Mendes, Robson entrou para a política ainda jovem. Foi vereador pelo município de Palmeira dos Índios, sua terra natal, onde contribui para a emancipação política de Cacimbinhas ao opor-se ao prefeito Remi Tenório Maia.
Em 1958, com a candidatura do prefeito Remi Maia a deputado estadual, renuncia do cargo, quando Robson Mendes é eleito pela Câmara Legislativa de Palmeira dos Índios para terminar o mandato de Remi Maia, após ter sido indicado pelo seu cunhado, o governador Muniz Falcão.
No ano de 1960, foi eleito prefeito do município de Cacimbinhas, deixando estabilidade política e administrativa, no entanto, teve que abdicar do cargo em decorrência das problemáticas que enfrentava, passando o cargo para seu vice, José Ferreira de Albuquerque, em 1961. O Conselho Permanente de Justiça Militar decretou a prisão de Robson Mendes, após ter sido acusado de ser mandante do assassinato do comandante do 20º BC em Palmeira dos Índios, o sargento do Exército Fernando Ferreira da Costa. Com isso, Robson Mendes fugiu para Recife, de onde voltou quinze dias depois para concorrer às eleições de 1962, quando não podia ser detido.
Com a incessante luta com seus adversários, Robson Mendes sofre um atentado a bala, em 28 de fevereiro de 1965. Levado ao Rio de Janeiro, melhorou e voltou às atividades da vida política, após ter sido submetido a uma cirurgia para implantar platina no omoplata. 
À época, vários políticos estavam sendo cassados no Brasil, pois o país estava às mãos da Ditadura Militar, resultado do Golpe de 1964 — e com Robson Mendes não foi o contrário. Em 1966, Castello Branco cassou o cargo político de Robson Mendes; outros eventos ocorreram no mesmo ano, como a morte de Muniz Falcão e, posteriormente, a Intervenção Militar em Alagoas, por meio do general João José Batista Tubino, entregando o governo do Estado ao deputado Antônio Simeão de Lamenha Filho. Todos esses eventos abalaram politicamente Robson Mendes que, acossado pelos processos e ameaças, recolheu-se em seu sítio, onde hoje localiza-se o Povoado Mata-Burro, município de Estrela de Alagoas, somente saindo acompanhado com dois pistoleiros.
Mais tarde, esses mesmos pistoleiros forjariam uma emboscada para Robson Mendes, o matando com 84 tiros, em 8 de Março de 1967. Posteriormente, os pistoleiros foram presos na Bahia, após terem confessado o crime. Roberto Mendes, irmão da vítima, acredita que na verdade tinham mais de quinze homens no local da chacina. O vereador José Fernandes também confessou ter participado da trama. Adeildo Nepomuceno, outro inimigo de Robson Mendes, negou ser um dos autores intelectuais do crime.